# Thierry Antinori
Pour les articles homonymes, voir Antinori.
Thierry Antinori, né le 26 juillet 1961, est un manager français du secteur de l'aviation civile internationale. Directeur commercial de la Lufthansa de 2000 à 2011, il est Vice-président de la compagnie Emirates de Dubaï.

## Biographie
Thierry Antinori naît à Metz, en Moselle, le 26 juillet 1961. Après ses études secondaires, il se forme à l'École supérieure des sciences économiques et commerciales (ESSEC), dont il sort diplômé.
Antinori commence sa carrière en tant que consultant auprès d'un important groupe français de conseil. En 1986, il devient représentant d'Air France pour le sud de l'Allemagne à Munich, avant de rejoindre l'équipe de Christian Blanc à Paris. En octobre 1994, il est nommé directeur général d'Air France pour l'Allemagne à Francfort. En août 1997, Antinori quitte Air France pour devenir directeur général de Lufthansa pour le sud de l'Europe à Paris. En 2000, Antinori est nommé vice-président des ventes de Lufthansa. Sa réforme la plus importante a été d'abolir les paiements de commissions aux agences de voyages, révolutionnant l'industrie du voyage en Allemagne. 
En 2009, il reçoit le Chief Marketing Officer of the Year award, un prix récompensant les personnalités du marketing. Après un rapide passage à Austrian Airlines, Thierry Antinori est nommé directeur des ventes pour les vols internationaux d'Emirates, la compagnie aérienne de Dubaï, une compagnie rivale de Lufthansa.